# Friedrichskopf (Dollberge)
Der Friedrichskopf bei Brücken im rheinland-pfälzischen Landkreis Birkenfeld ist mit 707,4 m ü. NHN der höchste Berg der Dollberge, einem Teil des Schwarzwälder Hochwaldes (Hunsrück).

## Geographie

### Lage
Der Friedrichskopf erhebt sich im Naturpark Saar-Hunsrück in der Gemarkung der Gemeinde Brücken, deren Kernort sich 4,4 km südöstlich des Gipfels befindet. Etwa 2 km nordnordwestlich liegt Muhl (benachbarter Landkreis Trier-Saarburg), 3,3 km ostsüdöstlich Abentheuer, 2,7 km südwestlich Zinsershütten und 3,5 km nordnordöstlich Börfink. Auf dem Südhang des Bergs entspringt der Bleidenbach, der dem Traunbach zufließt, und auf dem Westhang der Allbach, der die Prims speist.

### Naturräumliche Zuordnung
Der Friedrichskopf gehört in der naturräumlichen Haupteinheitengruppe Hunsrück (Nr. 24), in der Haupteinheit Hoch- und Idarwald (242) und in der Untereinheit Schwarzwälder Hochwald (242.0) zum Naturraum Dollberge und Herrsteiner Forst (242.02). Die Landschaft fällt nach Norden bis Westen in die Untereinheit Züscher Hochmulde (242.1) ab und nach Süden bis Südosten in die zur Haupteinheit Prims-Nahe-Bergland (Oberes Nahebergland; 194) zählende Untereinheit Prims-Traun-Senke (194.7).

### Berghöhe
Der Friedrichskopf ist 707,4 m ü. NHN hoch. Auf dem Gipfel steht ein Hinweisschild insbesondere mit der Aufschrift 707 m ü. NN. In Gipfelnähe liegt eine 705,5 m ü. NHN hohe Stelle.

## Sonstiges
Auf dem Friedrichskopf liegen Teile des Landschaftsschutzgebiets (LSG) Hochwald-Idarwald mit Randgebieten (CDDA-Nr. 321654; 1976 ausgewiesen, 471,8224 km² groß). Über die westlichen Hochlagen verläuft der Saar-Hunsrück-Steig.